# Église protestante de Fouday
L'église protestante de Fouday est un monument historique situé à Fouday, dans le département français du Bas-Rhin.

## Localisation
Ce bâtiment est situé rue Principale à Fouday.

## Historique
L'édifice fait l'objet d'une inscription au titre des monuments historiques depuis 1938.

## Architecture

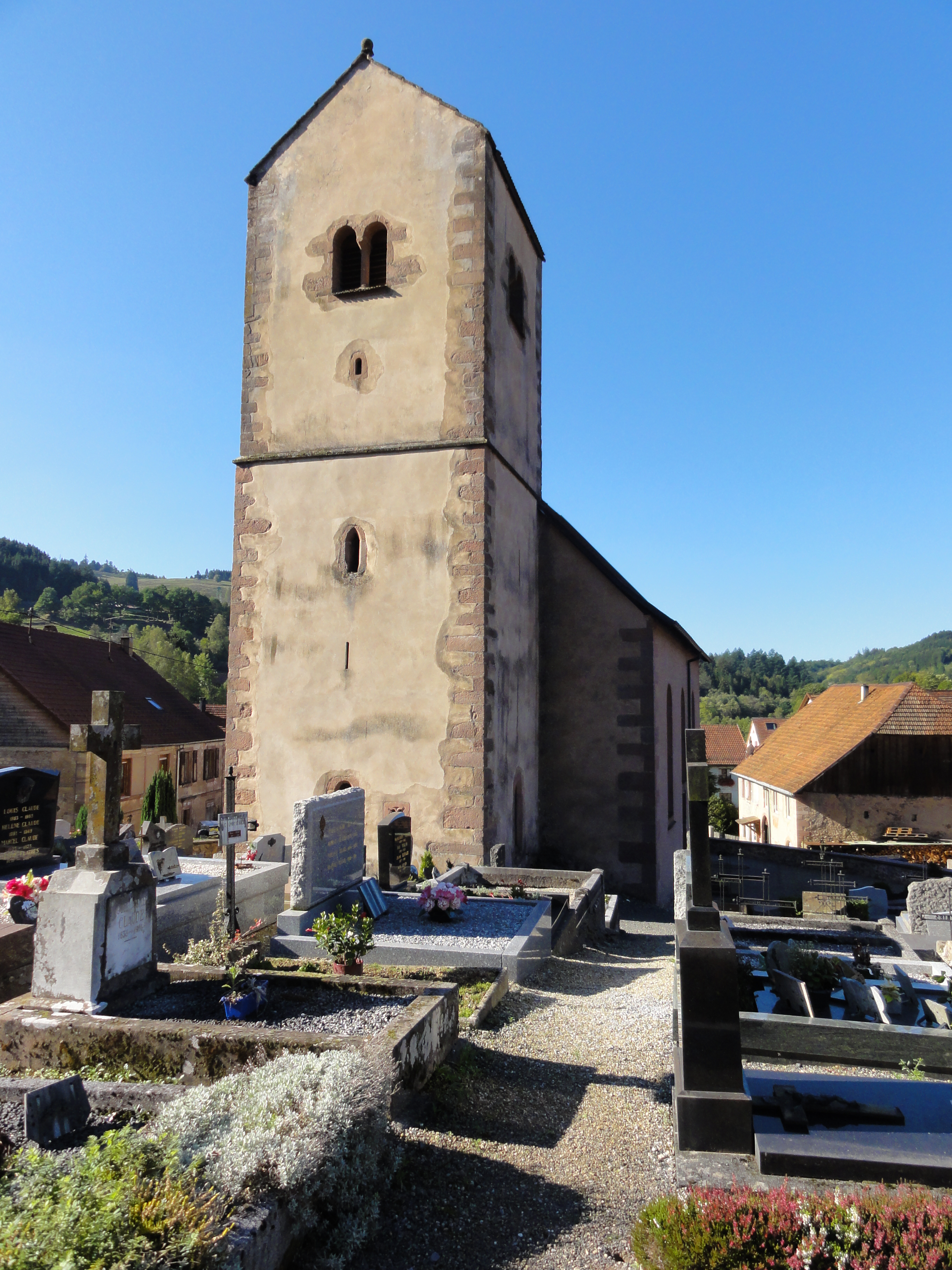
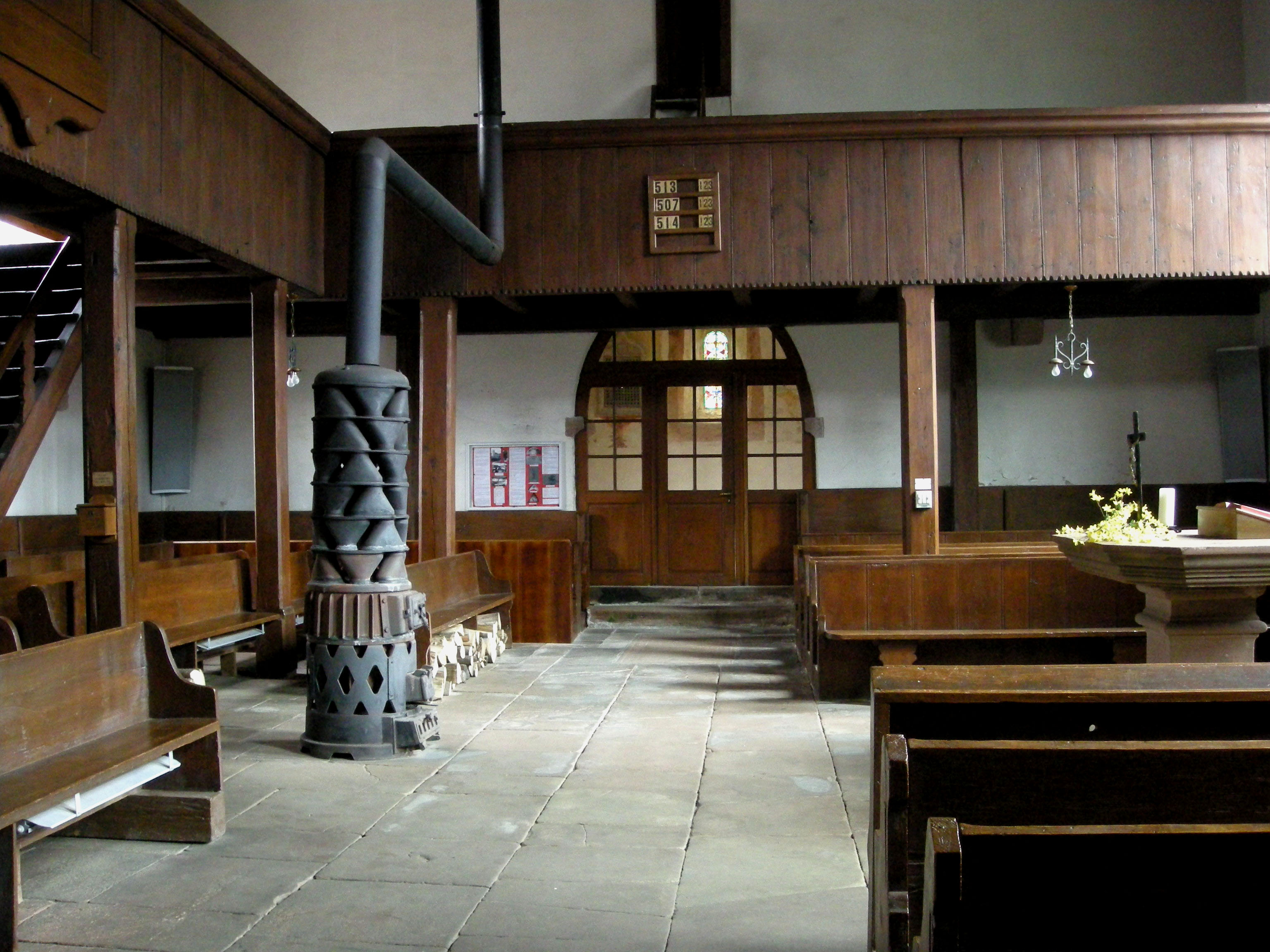
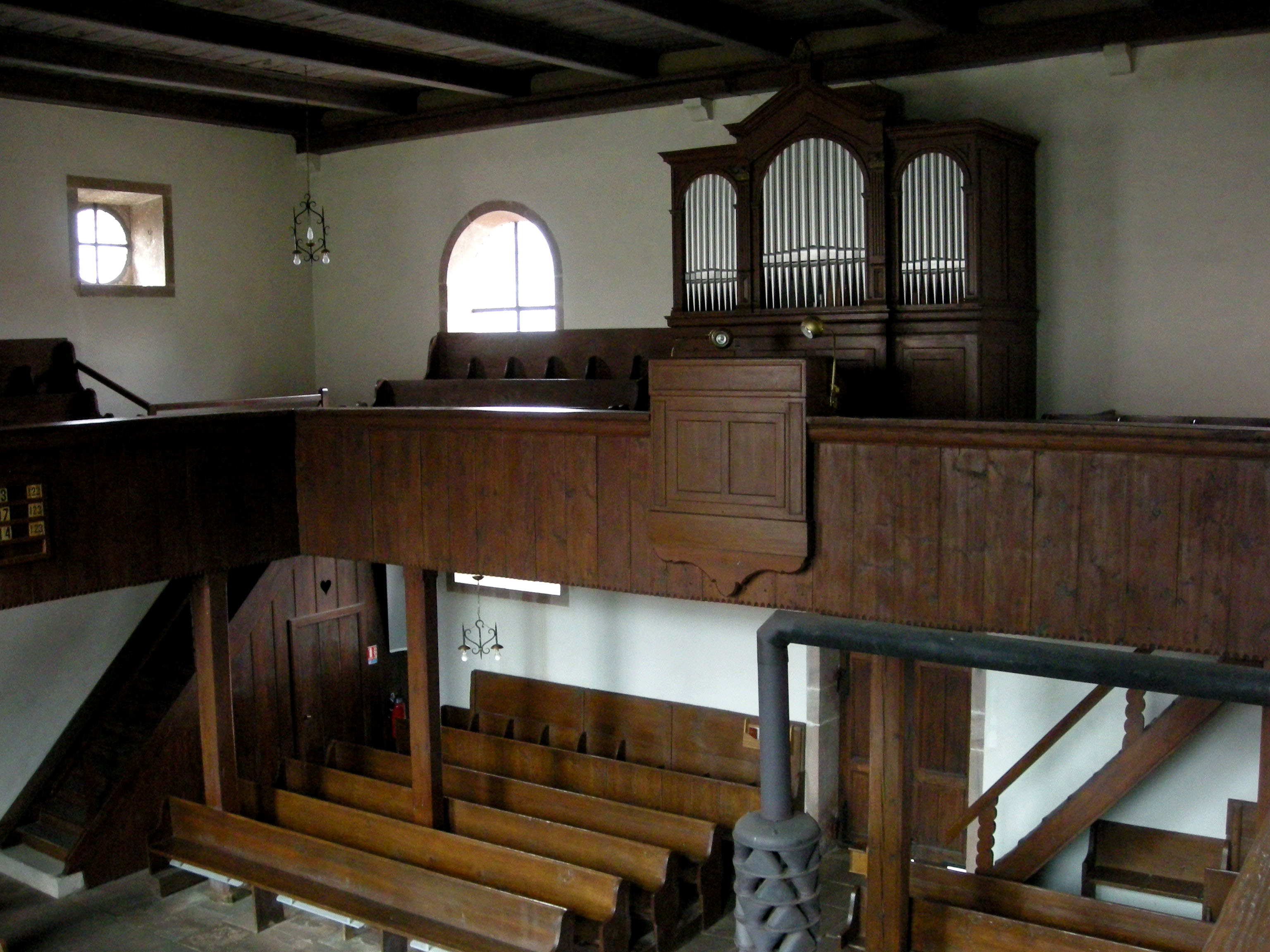
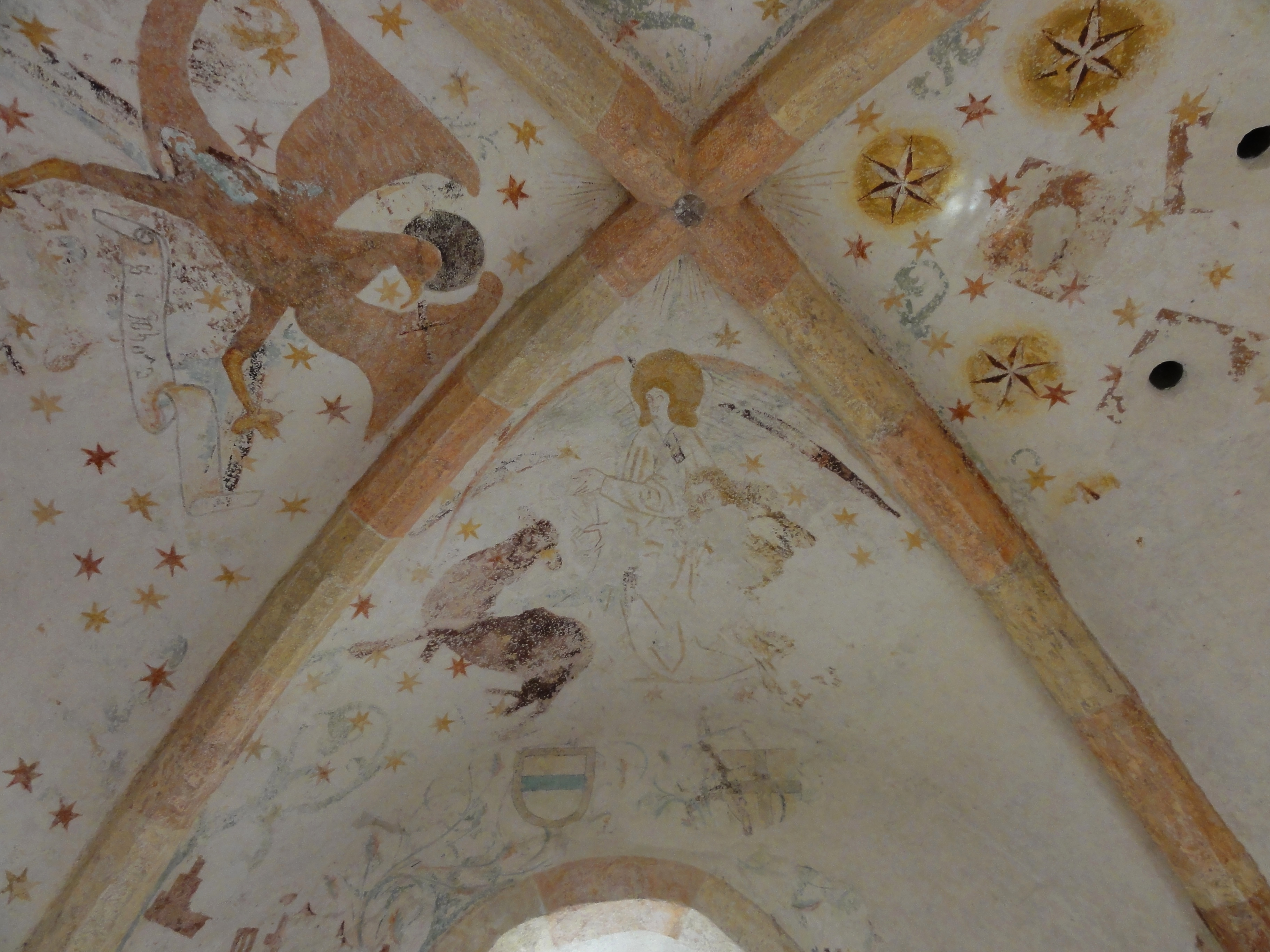